# Jean Claude Wuillemin
Jean Claude Wuillemin  (Plougasnou, 22 de junio de 1943 – Ruan, 22 de noviembre de 1993) fue un ciclista francés, profesional entre 1965 y 1967, cuyo mayor éxito deportivo lo logró en la Vuelta a España donde obtuvo 1 victoria de etapa en la edición de 1965.

## Palmarés
1965
- 1 etapa en Vuelta a España
- Nantes

1966
- Le Meaugon
- Saint-Clet

## Equipos
- Ford France–Gitane (1965)
- Ford France–Geminiani (1966)
- Pelforth–Sauvage-Lejeune (1967)